# Razširjeni Evklidov algoritem
Razširjeni Evklidov algoritem je razširitev Evklidovega algoritma. Poleg iskanja največjega skupnega delitelja dveh celih števil {\displaystyle a} in {\displaystyle b} poišče tudi celi števili {\displaystyle x} in {\displaystyle y}, ki zadoščata Bézoutovi enakosti:
{\displaystyle ax+by=\gcd(a,b)\!\,.}
Razširjeni Evklidov algoritem je še posebej uporaben, ko sta {\displaystyle a} in {\displaystyle b} tuji števili, ker je {\displaystyle x} multiplikativni inverz števila {\displaystyle a} po modulu {\displaystyle b} in {\displaystyle y} multiplikativni inverz števila {\displaystyle b} po modulu {\displaystyle a}.